# سیدکان

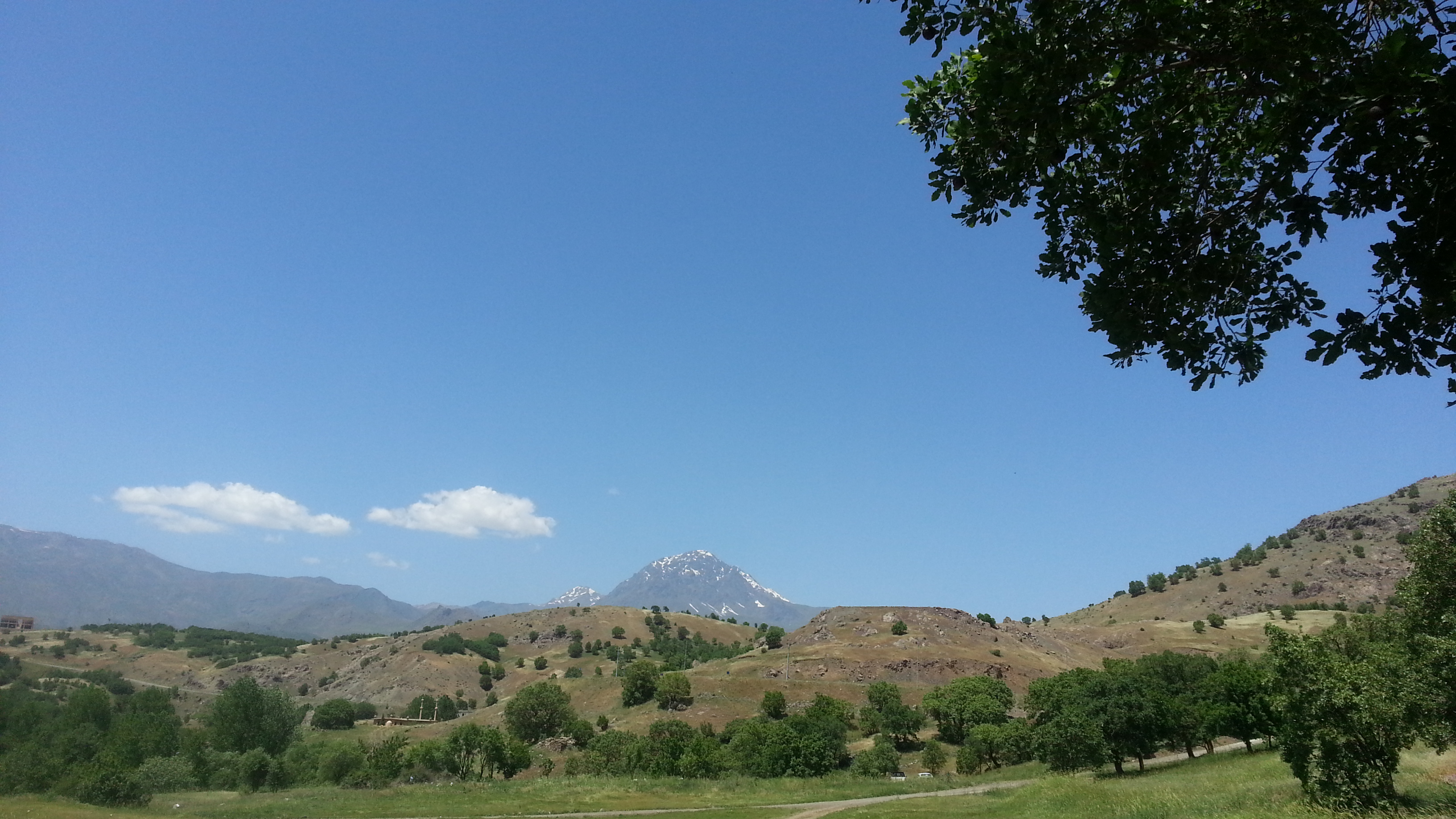
نمایی از سیدکان و کوه هلگورد

سیدکان (کردی: سیده‌کان ،Sîdekan) یا برادوست منطقه‌ای در شهرستان سوران در شمال اربیل در اقلیم کردستان عراق با ۲۵۰ روستا و جمعیتی در حدود ۱۵٬۰۰۰ نفر است. تعداد برآوردشدهٔ مردم برادوستی بیش از این تعداد است اما ساکنان اصلی این منطقه سه بار در سال‌های ۱۹۶۱، ۱۹۷۸ و ۱۹۸۸ از آن اخراج شده‌اند و بسیاری از آن‌ها هنوز به دلیل بمباران بسیار بدانجا بازنگشته‌اند.